# Josef Starzer
Josef Johann Michael Starzer (baptisé à Vienne, 5 janvier 1728 – Paris, 22 avril 1787) est un violoniste et compositeur autrichien de la période préclassique.

## Biographie
Au sujet de la vie de Joseph Starzer, il n'existe pas d'informations fiables : peut-être était-il, comme sa sœur, la chanteuse Catherine Starzer (1752–1775), élève de Giuseppe Bonno et du violoniste Giuseppe Trani. Entre 1752 et 1775, il est violoniste dans l'orchestre du Burgtheater de Vienne. Il compose la musique de nombreux ballets et suit en 1759, le chorégraphe viennois Anton Christoph Hilverding (1710–1768) jusqu'à Saint-Pétersbourg, où il est employé comme premier violon et compositeur de la cour. Il retourne à Vienne ne 1768, composant d'autres musiques de ballets. Les œuvres les plus réussies de cette époque, sont Roger et Bradamante (1771), Adèle de Ponthieu (1773) et Gli Orazi e gli Curiazi (1774). À côté de ses contemporains Georg Christoph Wagenseil et Matthias Georg Monn, Starzer appartient à l'école préclassique de Vienne et est l'un des pionniers du classicisme viennois. 
En 1771, Starzer est l'un des membres fondateurs de la « Wiener Tonkünstler Sozietät ».

## Œuvres
Une grande partie de la musique de Starzer a été jouée lors des concerts de la société viennoise. Outre les quelque 250 musiques de ballet et vaudevilles, dont Die drei Pächter [« Les Trois locataires »], l'oratorio de La passione di Gesù Cristo, douze symphonies, plusieurs concertos, dont un pour violon en fa majeur, divertimenti, environ vingt quatuors à cordes, des trios et de la musique de chambre pour cordes et vents.

### Opéras
- Orphée et Euridice ou La descente d'Orphée aux enfers (1770)
- Die Wildschützen (Gottlieb Stephanie der Jüngere), Lustspiel mit Gesängen (1777 Vienne, Burgtheater)
- douteux : Der Fuchs in der Falle oder Die zwey Freunde (Paul Weidmann), Lustspiel (23 novembre 1776 Vienne, Burgtheater)
- douteux : Die drei Pächter, Singspiel en 2 actes (1778? Vienne)

### Ballets

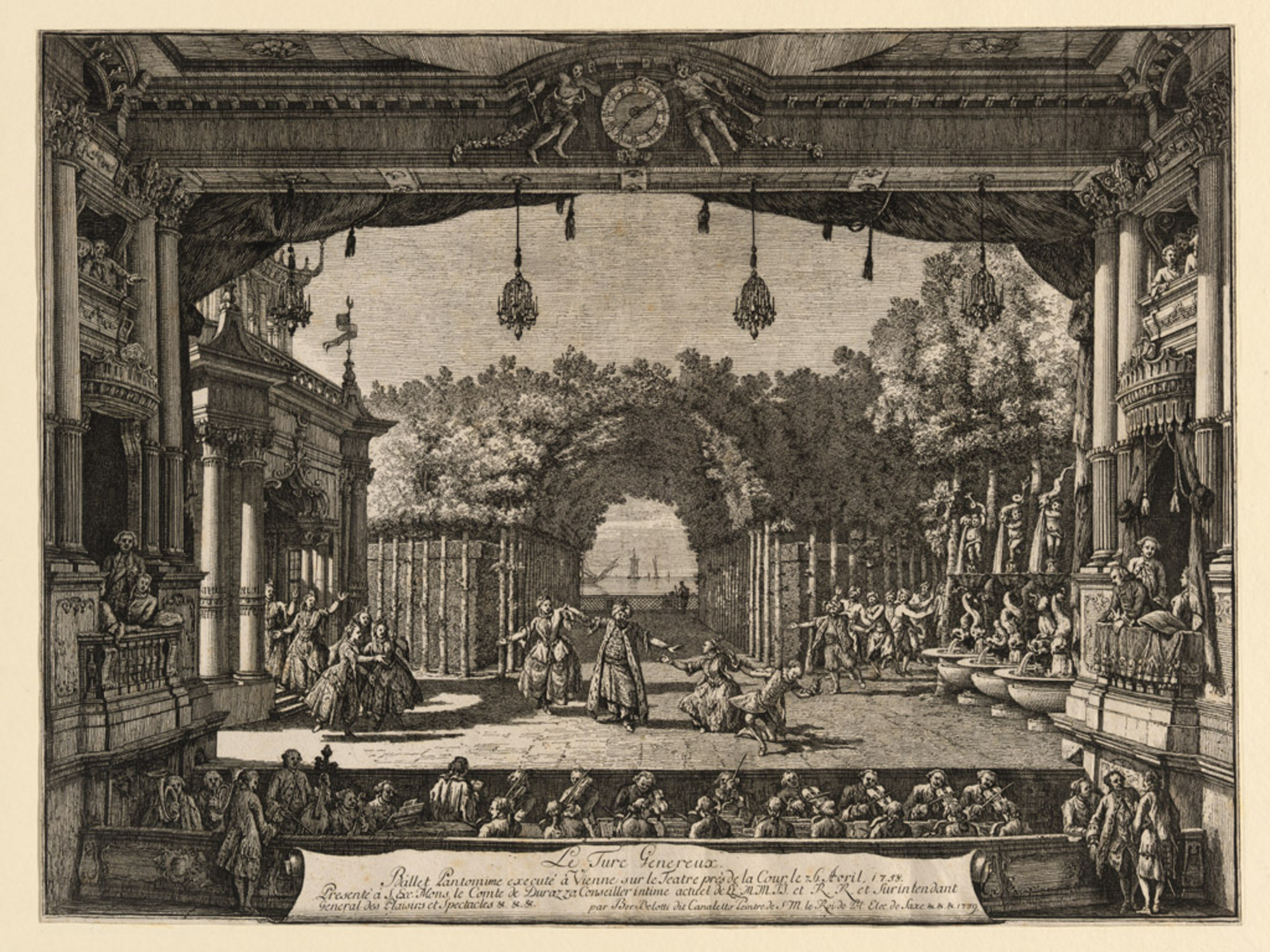
Le Turc généreux, ballet pantomime du chorégraphe Franz Hilverding, musique de Josef Starzer, présenté au Burgtheater à Vienne en 1758, lors de la visite des ambassadeurs turcs à la cour. Starzer est au clavecin et le directeur du théâtre le comte Giacomo Durazzo dans la loge, à droite.

- Psiché et l'Amour  de Franz Anton Hilverding (Vienne, Burgtheater, 1752)
- Ballet des bergers de Franz Anton Hilverding (Laxenbourg, 1755)
- Le Turc généreux de Franz Anton Hilverding (Vienne, Burgtheater, 1758)
- Pigmalion au La Statue animée de Franz Anton Hilverding (Vienne, Burgtheater, 1758)
- Les Misantropes, ou L'Amour au désert ou Les Misantropes amoureux de Franz Anton Hilverding (Laxenbourg, 1758)
- L'Amour vengé de Franz Anton Hilverding (1759 Laxenbourg)
- Pribeišée dobrodeteli [L'Asile de la vertu] et Novye lavry [Les Nouveaux lauriers] de Franz Anton Hilverding (1759 St. Petersbourg, avec H. F. Raupach)
- La Victoire de Flore sur Borée, ou Le Triomphe du printemps (ru) de Franz Anton Hilverding (1760 St. Pétersbourg, 1766 Vienne, Theater am Kärntnertor)
- Ballette zu Siroe de Franz Anton Hilverding (1760, St. Pétersbourg)
- Le Jugement de Paris de Francesco Calzavaro (1761 St. Pétersbourg)
- Prométhée et Pandore (Francesco Calzavaro) (1761 Oranienbaum)
- Le Pauvre Yourka (Gaetano Cesare) (1762 Moscou)
- Le Seigneur de village moqué et La Vengeance du dieu de l'amour (Franz Anton Hilverding) (1762 Moscou)
- Apollon et Diane, ou La favola d'Apollo e Dafné (Gasparo Angiolini) (1763 Vienne, Burgtheater)
- Les Fêtes hollandoises (Gasparo Angiolini) (1763 Vienne, Burgtheater)
- Le Retour de la déesse du printemps en Arcadie (Franz Anton Hilverding) (1763 Moscou)
- Pygmalion ou La Statue animée (Franz Anton Hilverding) (1763 St. Pétersbourg)
- Apollon et Daphné ou Le Retour d'Apollon au Parnasse (Pierre Granger) (1763 St. Pétersbourg)
- Acis et Galatée (Franz Anton Hilverding) (1764 St. Pétersbourg)
- Le Chevalier boiteux (Franz Anton Hilverding) (1766 St. Pétersbourg)
- Don Quichote (Jean-Georges Noverre) (1767/68 Wien, Kärntnerthortheater)
- La festa d'Alceste (Jean-Georges Noverre?) (1768 Vienne, Burgtheater ; Alceste de Gluck)
- Les Réjouissances flamanda (Jean-Georges Noverre) (1768 Vienne)
- Strassburger, ou Il primo Majo/Les Aventures champêtres (Jean-Georges Noverre) (vers 1768-1773 Vienne, Burgtheater)
- La Fontaine de Jouvence [Die Quelle der Schönheit und der Hässlichkeit] (Jean-Georges Noverre) (1770 Vienne, Burgtheater)
- Diane er Endimion (Jean-Georges Noverre) (1770 Mährisch-Neustadt, 1771 Vienne, Burgtheater)
- Orphée et Euridice [La Descente d'Orphée aux enfers] (Jean-Georges Noverre) (1770 Vienne)
- Les Moissonneurs (Die Schnitter) (Jean-Georges Noverre) (1770 Vienne, Burgtheater)
- Le Jugement de Paris (Jean-Georges Noverre) (1771 Vienne, Burgtheater)
- Roger et Bradamante (Jean-Georges Noverre) (1771 Vienne, Burgtheater)
- Ballo Olandese (Das holländische Kirchweihfest oder Das holländische Dorflusthaus) (Jean-Georges Noverre) (1772 Vienne, Kärntnerthortheater)
- Les Fêtes chinoises (Jean-Georges Noverre) (1772 Vienne)
- Le gelosie del seraglio [Die Eifersucht] (Jean-Georges Noverre) (1772 Vienne)
- Ballo del Amore (Jean-Georges Noverre) (1772 Vienne)
- La statua animata (Pygmalion) (Jean-Georges Noverre) (1772 Vienne, Burgtheater)
- La Vengeance de Mars ou Vénus et Adonis (Jean-Georges Noverre) (1773 Vienne, Burgtheater)
- Die Vestalen (Jean-Georges Noverre) (1773 Vienne, Burgtheater)
- Adèle de Ponthieu (Jean-Georges Noverre) (1773 Vienne, Burgtheater)
- Les Horaces et les Curiaces de Jean-Georges Noverre (1774 Vienne, Kärntnertortheater)
- Le Cid de Gasparo Angiolini (1774 Vienne, Burgtheater)
- Le ninfe de Gasparo Angiolini (1774 Vienne, Kärntnerthortheater)
- Teseo in Creta de Gasparo Angiolini (1775 Vienne, Burgtheater)
- Montezuma oder Die Eroberung von Mexico de Gasparo Angiolini (Vienne, Burgtheater, 1775)
- Les Moissonneurs [Die Schnitter] de Gasparo Angiolini (Vienne, Burgtheater, 1775)

### Œuvres douteuses
- Les Américains (Franz Anton Hilverding) (1752 Vienne, Burgtheater ; nouvelle version 1756/57 Vienne, Burgtheater)
- Acis et Galathée (Polifemo) (Franz Anton Hilverding) (1752 Vienne, Burgtheater)
- Orphée et Euridice (Franz Anton Hilverding) (1752 Vienne, Burgtheater)
- La Statue et les jardiniers (Franz Anton Hilverding) (1753 Schönbrunn et Vienne, Burgtheater)
- Les Vendangeurs (Das Weinlösen) (Franz Anton Hilverding) (1753 Vienne, Burgtheater)
- Le Développement du Cahos ou Les Elemens (L'Origine de tous les êtres) (Franz Anton Hilverding) (1753/54 Vienne, Burgtheater)
- Les Saisons (L'Origine des Tems) (Franz Anton Hilverding) (1753/54 Vienne, Burgtheater)
- Le Ballet bleu (Der Blaue) (Franz Anton Hilverding) (1753/54 Vienne, Burgtheater)
- Le Ballet couleur de rose (La bianca e la rosa) (Franz Anton Hilverding) (1753/54 Vienne, Burgtheater)
- La Vengeance de Mars ou Vénus et Adonis (Franz Anton Hilverding) (1753/54 Vienne, Burgtheater)
- Ariadne et Baccus (Franz Anton Hilverding) (1754 Vienne, Burgtheater ; nouvelle version 1766 Vienne, Burgtheater)
- Narcisse et la Nimphe Echo (Franz Anton Hilverding) (1754 Vienne, Burgtheater)
- Le Gage touché (Das Pfänder-Spiel) (Franz Anton Hilverding) (1754 Laxenburg)
- Les Quatre coins (Frau Gevatterin leih mir die Schärr) (Franz Anton Hilverding) (1754 Laxenburg)
- L'Hongrois (Franz Anton Hilverding) (1754 Laxenburg)
- La Sérénade espagnol (Franz Anton Hilverding) (1754 Laxenburg)
- Les Moissonneurs (Franz Anton Hilverding) (1754/55 Vienne, Burgtheater)
- Vertumne et Pomone (Franz Anton Hilverding) (1754/55 Vienne, Burgtheater)
- La Fête des Guirlandes (Franz Anton Hilverding) (1754/55 Vienne, Burgtheater)
- Les Bucherons (Von Holzhackern und Zigeunern) (Franz Anton Hilverding) (1754/55 Vienne, Burgtheater)
- L'Heureux Chasseur (Franz Anton Hilverding) (1754/55 Vienne, Burgtheater)
- Les Jardiniers amoureux (Giuseppe Salomoni) (1754/55 Vienne, Kärntnerthortheater)
- La Amours de Pollichinel (Giuseppe Salomoni) (1754/55 Vienne, Kärntnerthortheater)
- Le Jeu au Camp ou La Dispute du grenadier et du dragon (Giuseppe Salomoni) (1754/55 Vienne, Kärntnerthortheater)
- Les Courriers au cabaret de poste (Giuseppe Salomoni) (1754/55 Vienne, Kärntnerthortheater)
- Les Adieux des Matelots (Franz Anton Hilverding) (1755 Wien, Burgtheater)
- Atalante et Hippomène (Die Fabel der Atlante) (Franz Anton Hilverding) (1755 Wien, Burgtheater; Neufassungen 1756/57 und 1771 Wien, Burgtheater)
- Les Maures vaincus (Von denen Mohren) (Franz Anton Hilverding) (1755 Wien, Burgtheater)
- Les Parties du jour en quatre ballets: Le Matin, Le Midi, Le Soir, La Nuit) (Franz Anton Hilverding) (1755 Laxenburg)
- La Pêche (Franz Anton Hilverding) (1755 Vienne, Burgtheater)
- Le Ballet Anglois (Antoine Pitrot) (1755 Vienne, Burgtheater)
- Les Caractères (Giuseppe Salomoni) (1755/56 Vienne, Kärntnerthortheater)
- Les Domestiques et le maitre de danse (Deren Haus Arbeitern) (Giuseppe Salomoni) (1755/56 Vienne, Kärntnerthortheater)
- Le Retour des Matelots (Die Zurückkunft der Bootsleut) (Franz Anton Hilverding) (1756 Vienne, Burgtheater)
- L'Oiseleur ou La Pipée (Franz Anton Hilverding) (1756 Laxenburg)
- La Savoiards (Franz Anton Hilverding) (1756 Laxenburg)
- Les Corsaires (Antione Pitrot) (1756 Laxenburg)
- Grand ballet chinois (Franz Anton Hilverding oder Antione Pitrot) (1756 Laxenburg)
- Les Sourds (Franz Anton Hilverding oder Antione Pitrot) (1756/57 Wien, Burgtheater)
- Les Trois Sœurs Rivales (Franz Anton Hilverding oder Antione Pitrot) (1756/57 Vienne, Burgtheater)
- Le Campagnard berné (Franz Anton Hilverding oder Antione Pitrot) (1756/57 Vienne, Burgtheater)
- L'Enlèvement de Proserpine (Franz Anton Hilverding oder Antione Pitrot) (1756/57 Vienne, Burgtheater)
- Ulisse et Circé (Franz Anton Hilverding oder Antione Pitrot) (1756/57 Vienne, Kärntnerthortheater)
- Les Nôces flamandes (Pierre Sodi) (1756/57 Vienne, Kärntnerthortheater)
- L'École d'astronomie (Franz Anton Hilverding) (1757? Vienne, Kärntnerthortheater)
- La Force du sang (Franz Anton Hilverding) (1757 Vienne, Burgtheater)
- La Ruse d'amour (Franz Anton Hilverding) (1757 Vienne, Burgtheater)
- La Guirlande enchantée (Franz Anton Hilverding) (1757? Vienne, Burgtheater)
- Le Serpent (Franz Anton Hilverding) (1757/58? Vienne, Burgtheater)
- La Mascarade (Franz Anton Hilverding?) (1758 Vienne, Kärntnerthortheater)
- Les Matelots (Franz Anton Hilverding) (1758 Vienne, Kärntnerthortheater)
- Le Cosaque jaloux (Franz Anton Hilverding?) (1758 Vienne, Burgtheater)
- Diane et Endimione (Franz Anton Hilverding?) (1758 Vienne, Burgtheater)
- La Bergerie (De Bergers de bergères) (Franz Anton Hilverding?) (1758 Vienne, Burgtheater)
- La Conversazione da villani(Louis Mécour?) (1758? Vienne, Kärntnerthortheater)
- Le Philosophe à la campagne (Le Philosophe amoureux) (Franz Anton Hilverding) (1758 Vienne, Kärntnerthortheater)
- La Querelle de village (Franz Anton Hilverding?) (1758 Vienne, Burgtheater)
- La Foire Hollandoise (Franz Anton Hilverding) (1758 Vienne, Burgtheater)
- Li Pellegrini al molino (François La Comme?) (1758 Vienne, Kärntnerthortheater)
- Pigmalion ou La Statue animée (Franz Anton Hilverding) (1758 Vienne, Burgtheater)
- Diane et l'Amour (Franz Anton Hilverding) (1758 Vienne, Kärntnerthortheater)
- L'Inconstant ramené (Franz Anton Hilverding) (1758 Vienne, Kärntnerthortheater)
- L'Europe (L'Enlèvement d'Europe) (Franz Anton Hilverding) (1758 Schönbrunn)
- La Climusette (Gasparo Angiolini) (1758 Vienne, Burgtheater)
- Andromede (Les Noces de Persée et d'Andromede) (Gasparo Angiolini) (1758 Vienne, Burgtheater)
- Les Rivaux Amis au La Partie quarée (Vincenzo Turchi) (1758 Vienne, Kärntnerthortheater)
- A quelque chose le malheur est bon (Gasparo Angiolini) (1759 Vienne, Kärntnerthortheater)
- Die Handlung [recte: Landung] der Spanier auf den amerikanischen Küsten (Gasparo Angiolini?) (1760? Vienne, Burgtheater)
- Le Retour du Printemps (Franz Anton Hilverding) (1765 Laxenburg)
- L'Amour vengé au Ballet da Bergers (Gasparo Angiolini?) (1765 Laxenburg)
- La Fête flamande (Chorégraphe inconnu) (1765? Vienne)
- Le Misantrope (Chorégraphe inconnu) (1765 Laxenburg)
- L'amore medico (Chorégraphe inconnu) (St. Pétersbourg?)
- Les Cinq Sultanes (Jean-Georges Noverre) (1771 Vienne, Kärntnerthortheater)
- Nation (Chorégraphe inconnu) (1771? Vienne)
- Atlante (Chorégraphe inconnu) (1771 Vienne)
- Le Roi et le fermier (Gasparo Angiolini) (1774 Vienne, Burgtheater)
- Der Spaziergang der Angelender nach Fox-Hall (Vienne?, 1778 Regensburg)